# Тарновский, Василий Васильевич (1837)
Васи́лий Васильевич Тарно́вский (мла́дший; 1 апреля 1837 — 13 июля 1899) — украинский общественный и культурный деятель, собиратель украинских древностей, меценат, родом из села Антоновки (сейчас Варвинский район, Черниговская область).

## Биография
Сын Василия Васильевича Тарновского-старшего и Людмилы Владимировны Тарновской, урожд. Юзефович (1813—1898).  В семье было трое детей: Василий, Владимир, Мария.
Окончил Киевский университет, историко-филологический факультет.
Стал маршалом Нежинского уезда (1875—1887 гг.). Собрал коллекцию казацко-гетманских музейных и архивных древностей. Издал альбом с фотографиями шевченковских офортов и каталог своих музейных коллекций, а также альбом гетманов «Исторические деятели Юго-Западной России» В.Антоновича и В.Беца.
Крупнейшим делом жизни мецената стало создание музея древностей в Качановке. В музее были сотни экспонатов, относящихся к разным периодам жизни в Украине. Также в музее было 758 экспонатов, связанных с жизнью Тараса Шевченко. Со временем их передали в киевский музей Шевченко. 

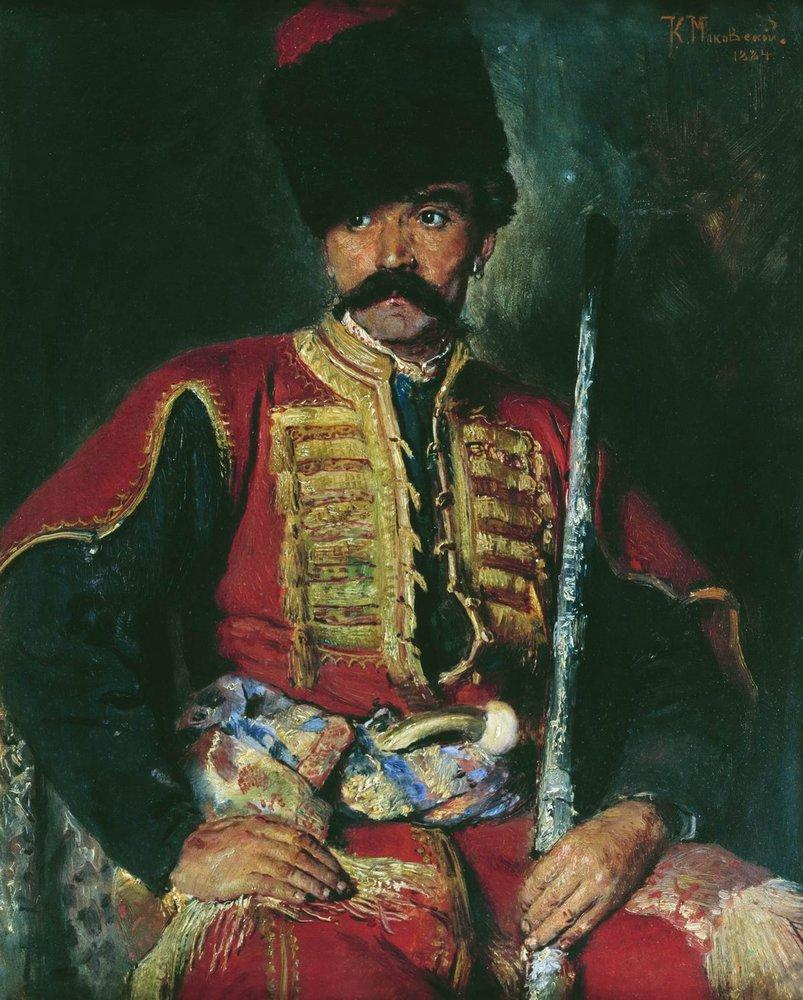
Константин Маковский. Портрет В. В. Тарновского мл. в костюме запорожского казака (1884).

При Василии Васильевиче Тарновском-младшем парк в Качановке процветал. Садовники обустроили новые шедевры ландшафтной архитектуры — «Швейцарию», «Горку Любви», «Холм Верности», «Хвойную Горку». Качановка в конце XIX века стала своеобразным летним пансионом для художников. Художник К. Е. Маковский написал пять произведений, связанных с имением, в том числе картину «Запорожский казак», на которой изображен Василий Васильевич в своем излюбленном запорожском костюме, портрет жены хозяина имения — Софьи Васильевны Тарновской и портрет матери Василия Васильевича со стариком-слугой («Помещица»).
В. В. Тарновский-младший был основателем Музея украинских древностей — сейчас Черниговский областной исторический музей им. В. Тарновского, который он подарил в 1897 году Черниговскому губернскому земству с условием размещения коллекции в доме бывшей войсковой канцелярии.
Благодаря поддержке В. В. Тарновского-младшего и Г. П. Галагана   Н. И. Костомаров и П. А. Кулиш не  только  публиковали  собственные  труды  в  Санкт-Петербурге,  но  и  основали  культурно-просветительский кружок «Громада», целью которого было способствовать развитию народного образования, развитию литературного слова, распространению национальной идеи и формированию национального сознания украинцев.
В. В. Тарновский-младший способствовал тому, что в  1888  году  вышла книга  Д. И. Яворницкого  «Запорожье  в  остатках  старины  и  преданиях  народа».  Тарновский вместе с Яворницким отправился в экспедицию по  местам  запорожской  славы, и после  окончания  путешествия  она всячески  поддерживал  Д. И. Яворницкого  в  деле  написания  обобщающего  труда  по  истории  казачества.
Стал прототипом одного из героев картины И. Е. Репина «Запорожцы пишут письмо турецкому султану». Раритеты из его коллекции — сабля гетмана Богдана Хмельницкого, а также личные вещи гетмана Мазепы так же были запечатлены в картине, а позже вошли в состав экспозиции Черниговского исторического музея.  В Качановке Репин сделал множество портретных этюдов для «Запорожцев». Кучер В. В. Тарновского-младшего изображен на холсте как казак с протянутой рукой, а сам Василий Тарновский – усатый казак в черной шапке, стоящий по правую руку от писаря. Также Репин написал в Качановке еще две работы: «Вечорницы» и «Аллея в парке. Качановка».
Благодаря В. В. Тарновскому-младшему под  руководством  Н. Ф. Биляшевского  в  1890  году  на  территории  городища Княжа гора начались археологические раскопки. Число найденных древнерусских сокровищ составляло несколько тысяч и впечатляло своей уникальностью и ценностью. 
Вместе с И. И. Билозерским, П. А. Кочубеем, Н. В. Туманским, А. С. Долгоруким, И. М. Скоропадским, Н. В. Гербелем и многими другими представителями культурной элиты В. В. Тарновский-младший оказал материальную помощь для открытия памятника Н. В. Гоголя в Нежине.  
Сохранились данные о значительных пожертвованиях В. В. Тарновского-младшего на сооружение памятников Богдану Хмельницкому в Киеве, И. П. Котляревскому в Полтаве, а также на изготовление чугунного креста-памятника на могиле Т. Г. Шевченко возле Канева, на берегу Днепра.

## Семья
Жена Софья Васильевна Тарновская (1844—1899). Приходилась В.В.Тарновскому-младшему троюродной сестрой (дочь Василия Петровича Тарновского, надворного советника, прилуцкого уездного предводителя, и Марианны Сергеевны Пустовойтовой).
Дети:
- Василий Васильевич Тарновский (1872–1933). Его женой стала Мария Николаевна О’Рурк. После 1920 года В.В.Тарновский жил в эмиграции.
  - Василий (1897—?)
  - Татьяна (1899—1994), певица, актриса. Позже стала преподавателем немецкого и французского языков, переводчиком. В первом браке (с 1921 по 1930 гг.) замужем за Алексеем Каплером. Сын — Анатолий (род. в 1927 г.)[5][6]. 2-й брак — Александр Петрович Плаксионов, полярник. Татьяна Васильевна Тарновская похоронена на Ваганьковском кладбище.
- Петр Васильевич Тарновский (1875–1898). Покончил жизнь самоубийством.
- Софья Васильевна Тарновская (1876—1919; в замужестве — Глинка). Ее муж — Григорий Николаевич Глинка (1869–1923), морской офицер, мичман[7]. Сын дипломата Николая Дмитриевича Глинки-Маврина (1838–1884) и Варвары Ивановны Лутковской.  Во время Первой мировой войны Софья Глинка заведовала военным лазаретом, который находился в здании киевской гимназии, а Григорий Глинка работал в Красном Кресте. После Октябрьской революции Г.Н.Глинка эмигрировал во Францию. В семье Софьи Васильевны, у которой своих детей не было, воспитывались дети ее старшего брата Василия — Василий и Татьяна.